# Micha Perles
Micha Asher Perles (* um 1940 in Jerusalem) ist ein israelischer Mathematiker.
Perles wurde 1964 bei Branko Grünbaum an der Hebräischen Universität in Jerusalem promoviert, war 1965/66 an der University of Washington und 1966/67 an der University of California, Los Angeles. Er war ab 1967 Senior Lecturer an der Hebräischen Universität, ab 1971 Associate Professor und ab 1981 Professor. 2005 wurde er emeritiert.
Er befasst sich mit Kombinatorik, kombinatorischer Geometrie (Konvexe Polytope, Nicht-Konvexität), Graphentheorie (lokale Symmetrie in Graphen, Graphen-Homomorphismen). Er leistete auch Beiträge zur Theorie Formaler Sprachen (Pumping Lemma für Kontext-freie Sprachen mit  Jehoschua Bar-Hillel und Eli Shamir).
Zu seinen Doktoranden gehören Noga Alon, Gil Kalai und Nati Linial.